# Jean-Pierre Clech
Pour les articles homonymes, voir Clech.
Jean-Pierre Clech est un chef décorateur français, né le 11 février 1948 à Pléneuf-Val-André (Côtes-d'Armor).
D’abord attiré par le décor de théâtre, il entre en 1970 à l’École nationale supérieure des arts et techniques du théâtre dans la section Décoration/Scénographie. Après avoir travaillé pour le théâtre (il collabore aussi à l'émission Au théâtre ce soir), ainsi que pour des spectacles musicaux (scénographie, décors, costumes), il se dirige vers l’audiovisuel et commence une carrière de décorateur pour des téléfilms et pour des longs-métrages.
Il a travaillé avec de nombreux réalisateurs comme Jean-Pierre Améris, Bernard Giraudeau, Gérard Mordillat, Pierre Boutron, Josée Dayan, Didier Bourdon, Marie-Anne Chazel, Samuel Fuller, Thierry Binisti, , etc.

## Biographie
De 1974 à 1981, Jean-Pierre Clech crée des décors pour le théâtre et participe à des spectacles musicaux : La Révolution française (Palais des Sports de Paris, 1973, Théâtre Mogador Paris, 1974), Starmania (Palais des Congrès, Paris, 1978).
À partir de 1981, il signe des décors pour des films de télévision et, à partir de 1988, pour des longs-métrages.

## Filmographie

### Cinéma
- 1988 : Bille en tête de Carlo Cotti
- 1989 : Papa est parti, maman aussi de Christine Lipinska
- 1989 : La Madone et le Dragon (en) (The Madonna and the Dragon) de Samuel Fuller
- 1991 : L'Autre de Bernard Giraudeau
- 1993 : Le Cahier volé de Christine Lipinska
- 1993 : Le Bateau de mariage de Jean-Pierre Améris
- 1993 : En compagnie d'Antonin Artaud de Gérard Mordillat
- 1996 : Les Aveux de l'innocent de Jean-Pierre Améris
- 1999 : Mauvaises Fréquentations de Jean-Pierre Améris
- 1999 : Paddy de Gérard Mordillat
- 2000 : Le Cœur à l'ouvrage de Laurent Dussaux
- 2001 : C'est la vie de Jean-Pierre Améris
- 2002 : Filles perdues, cheveux gras de Claude Duty
- 2003 : Bienvenue au gîte de Claude Duty
- 2003 : L'Outremangeur de Thierry Binisti
- 2004 : Au secours, j'ai 30 ans ! de Marie-Anne Chazel
- 2005 : Vive la vie d'Yves Fajnberg
- 2006 : Madame Irma de Didier Bourdon
- 2008 : 48 heures par jour de Catherine Castel
- 2012 : Sous la neige de Aurélien Héraud

### Téléfilms
- 1977 : Au théâtre ce soir : Caterina de Félicien Marceau
- 1986 : Le Fils Cardinaud de Gérard Mordillat
- 1987 : Je tue à la campagne de Josée Dayan
- 1991 : Appelez-moi tontonde Dominique Baron
- 1991 : Les Cacquets de l'accouchée de Hervé Baslé
- 1992 : Les Genoux cagneux de Hervé Baslé
- 1993 : Le Cri coupé de Miguel Courtois
- 1994 : Des Enfants dans les arbres de Pierre Boutron
- 1996 : La Femme Rêvée de Miguel Courtois
- 1997 : La Disgrâce de Dominique Baron
- 1997 : Une Femme d'action de Didier Albert
- 1997 : La Bastide blanche de Miguel Courtois
- 1998 : L'Amour à vif de Jean-Pierre Améris
- 1999 : Le Cocu magnifique de Pierre Boutron
- 2000 : La Bicyclette bleue de Thierry Binisti

## Théâtre
- Le Dindon de Georges Feydeau, mise en scène :Jean-Pierre Grenier
- Les Quatre vérités de Marcel Aymé, mise en scène : René Clermont
- Rodéo et Juliette de Michel André, mise en scène : Jean-Pierre Mallardé
- Une Femme libre d'Armand Salacrou, mise en scène : Jacques Mauclair
- Le Million de René Clair, mise en scène : Francis Morane
- La Moitié du plaisir de Robert Chazal, mise en scène : Francis Morane
- Les Petits oiseaux d'Eugène Labiche, mise en scène : René Dupuis (1977)
- Jérôme des nuages de Gabriel Hannoteau, mise en scène : Jacques Mauclair (1978)
- Une Fois par semaine de Muriel Resnik, mise en scène de Jean-Pierre Delage (1973)
- Une Femme trop honnête d'Armand Salacrou, mise en scène : Georges Vitaly
- L'Ours d'Anton Tchekhov, mise en scène : Guy Demoy
- Le Bonnet du fou de Luigi Pirandello, mise en scène : Jean-Pierre Grenier

## Spectacles musicaux
- La Révolution française de Claude-Michel Schönberg, Alain Boublil, Raymond Jeannot et Jean-Max Rivière, mise en scène : Michel de Ré, Palais des Sports de Paris (scénographie, décors et costumes)
- Brel d'Albert-André Lheureux, mise en scène : Albert André Lheureux, Théâtre des Variétés de Bruxelles (décors et costumes)
- Starmania de Luc Plamondon et Michel Berger, mise en scène de Tom O'Horgan, Palais des Congrès de Paris (costumes)